# ميشيل متري
ميشيل متري هو مهندس ونقابي ماركسي فلسطيني نشأ في الأرجنتين وعاد إلى فلسطين الانتدابية في أوائل الثلاثينات، وشارك في النضال ضد الصهيونية وضد احتكار وتهويد العمل التي كانت تقوم بها المنظمات الصهيونية. اغتيل في يافا في 31 كانون أول 1936.

## نشاطه السياسي والنقابي في فلسطين

### جمعية العمال العرب في يافا
عاد ميشيل متري من الأرجنتين إلى فلسطين في أوائل الثلاثينات وانخرط في النضال العمالي ضد مشاريع احتكار وتهويد العمل (العمل العبري) في مدينة يافا لتي احتدم فيها الصراع بين العرب واليهود. تولى في مؤتمر عقد 21 أيلول 1934 رئاسة فرع "جمعية العمال العرب في يافا" الذي عقد بمبادرة من فخري النشاشيبي الذي أسس الجمعية في القدس وعمل على افتتاح فروع أخرى لها وانتخب النشاشيبي رئيسا للجمعية، وميشيل متري نائبا له، إلا أنه سرعان ما انفصل عن النشاشيبي وأعلن استقلال فرع يافا.(ص.78، 80، 102-103)، وقد كوّنت هذه الجمعية حاميات عربية تصدّت بالقوة للهستدروت وللحاميات اليهودية التي كانت تحاول حماية احتكار العمل لليهودي وتهاجم العمال العرب، وقاومت تشغيل العمال اليهود في المشاريع التي تنفذها أو تديرها سلطات الانتداب في المناطق العربية، وفي أعمال المشروعات والمؤسسات العربية. وتمكنت هذه الحاميات من منع العمال اليهود الذين أوفدتهم شركة سوليل بونيه [الإنجليزية]، التابعة للهستدروت آنذاك، لبناء ثلاث مدارس عربية في يافا منها المدرسة العامرية في حي النزهة ومدرسة الزهراء في حي العجمي، وقد شارك في هذه العملية ميشيل متري نفسه، وسقط فيها من الطرفين العربي والصهيوني والشرطة البريطانية عدد من القتلى والجرحى، وأدت إلى إلغاء سلطات الانتداب التعاقد مع الشركة الصهيونية وتكليفها مقاولين وعمالاً عرباً بناء المدارس.(ص.73، 84-85)
كان متري ناشطا مميزا وفعالا مما حدى بالهستدروت بتقديم عرض مادي له في سبتمبر 1935 لتوسيع عمل جمعية العمال العرب شرط أن ينأى بنفسه وبالجمعية من أي نشاط وطني فلسطيني، إلا أنه رفض ذلك رفضا قاطعا، وزاد نشاطه في جمعية العمال العرب حيث امتد نشاطها إلى القدس وحيفا وبلغ عدد وحداتها إحدى عشرة نقابة عمالية وتولى جورج منصور منصب سكرتير الجمعية، ووصل عدد أعضائها وفقا لأحد التقارير 4700 عضوا،
في ديسمبر 1935، أرسل متري خطابا لمفوض لواء يافا إبان الانتداب البريطاني، يقول فيها أن أكثر من ألف عضو من أعضاء الجمعية عاطلون عن العمل، طالبا الموافقة على القيام بمسيرة شعبية في شوارع المدينة، تطالب بإعانة العاطلين عن العمل، وتعلن اعتراضها لتهويد ميناء المدينة وسياسات هجرة اليهود لفلسطين. رفض الانتداب البريطاني السماح للمسيرة، لكن هذا الخطاب كان جزءا من سياسة متري والجمعية لمحاربة نشاطات تهويد العمل والعمل العبري.
في آذار 1936 أشرف متري على مؤتمر العمال العرب الذي عقد في يافا.

### النشاط السياسي الوطني
شارك ميشيل متري أيضاً في النشاطات الوطنية الفلسطينية غير النقابية، ومنها الاجتماع الشعبي الكبير الذي عقد في نابلس يوم 2 تشرين الثاني 1935، كما حضر الاجتماع الشعبي الكبير الذي عقد في القدس يوم 9 كانون أول 1935 بمناسبة ذكرى احتلالها وألقى كلمة فيه، واشترك أيضا في اجتماع عقد يوم 26 كانون الثاني 1936 في القدس أيضاً تضامنا مع كفاح سورية ضد الفرنسيين.

### اعتقاله
وحين بدأ الاضراب الكبير في فلسطين (أنظر ثورة 1936-1939) ألقت سلطات الانتداب البريطاني القبض على ميشيل متري في حزيران 1936 وسجنته في معتقل عوجة الحفير الصحراوي، وهناك انتخبه المعتقلون عضوا في الهيئة العامة للمعتقل، ثم نقل في تموز إلى معتقل صرفند، وأفرج عنه في 29 تشرين أول 1936.

## اغتياله
في السابعة والنصف من مساء 22 كانون أول 1936 حضر إلى مقر "جمعية العمال العرب في يافا" في حي إرشيد جنوب حي المنشية في يافا رجل غطى وجهه بكوفية وطلب لقاء متري الذي كان في اجتماع هناك، وطلب منه الخروج معه لحديث، في الخارج أطلق عليه من مسافة قصيرة رصاصة دخلت من تحت الأذن وخرجت من خده الأيمن. نقل متري إلى المستشفى الفرنسي حيث توفي في 31 كانون أول 1936، وشيع في جنازة حاشدة إلى مقبرة الروم الأرثوذكس في حي العجمي. لم تكشف التحقيقات عن الجهة التي وقفت وراء الجريمة، فيما أشارت أصابع الاتهام إلى مسؤولية «القيادات الإقطاعية» حول المفتى أمين الحسيني عن الاغتيال،(ص.73، 209) وشكل اغتياله ضربة أضعفت جمعية العمال العرب.